# Ferrari 412 T1
A Ferrari 412 T1 egy Formula–1-es autó, melyet a Scuderia Ferrari tervezett és versenyeztetett az 1994-es Formula–1 világbajnokság során. Pilótái Jean Alesi és Gerhard Berger voltak, két verseny erejéig pedig az sérült Alesit helyettesítő Nicola Larini.

## Áttekintés
Az autó neve a hengerenkénti szelepek számából (4), a V12-es motorból, illetve a transzverzális váltót jelölő T betűből tevődik össze. Az előző évhez képest újra teljesen versenyvörös (Rosso Corsa) lett a kasztni, és már hangsúlyosabb volt a később a csapat főszponzorává váló Marlboro reklámja is. További jelentős szponzoruk volt a Pioneer és az Agip.
Miután az 1994-es idényre betiltották gyakorlatilag az összes olyan fejlesztést, amit a pilótákat segítőnek tekintettek, már az előző idényben elkezdtek ennek az autónak a fejlesztésére koncentrálni és ezeket a tilalmakat szem előtt tartani. Ez jól jött a Ferrarinak, ugyanis például betiltották az aktív felfüggesztést, ami az F93A-n nem is működött megbízhatóan. Külsőre jellegzetesek voltak még a masszív oldaldobozok és a karcsú, lekerekített orr. Maga az orr is magasan helyezkedett el, ugyanezt a megoldást rajtuk kívül csak a Benetton alkalmazta ebben az évben, és az övék még magasabban volt. Az alapötletet az 1990-es Tyrrell 019-es autóról vették. Számos szakember érkezett a Ferrarihoz a Honda mérnöki csapatától, akik akkor már nem vettek részt a Formula–1-ben.
Az első két futamon még a Tipo 041-es, előző évi motorral vettek részt, majd San Marinóban az időmérő edzésen debütált a 043-as alszámú erőforrás, ami már több mint 800 lóerőre volt képes. A német nagydíjtól kezdve áttértek ennek használatára.

## A szezon
Ebben az évben a Ferrari már lényegesen jobban teljesített, mint az azt megelőző években. Háromszor pole pozíciót szereztek, Berger pedig megnyerte a német nagydíjat, amivel egy 57 verseny óta tartó nyeretlenségi szériát szakítottak meg. A jobb eredmények elérésében csak az akadályozta meg őket, hogy az autó megbízhatatlan volt, és emiatt gyakran kiestek a versenyzők. 71 gyűjtött ponttal végül a konstruktőri harmadik helyet szerezték meg.

## Teljes Formula–1-es eredménylistája
(Táblázat értelmezése)

(Félkövér: pole-pozícióból indult; dőlt: leggyorsabb kört futott) 

| Év   | Csapat           | Kasztni | Motor                                 | Gumik | Pilóták        | 1   | 2   | 3   | 4   | 5   | 6   | 7   | 8   | 9   | 10  | 11  | 12  | 13  | 14  | 15  | 16  | Pontok | Helyezés |
| ---- | ---------------- | ------- | ------------------------------------- | ----- | -------------- | --- | --- | --- | --- | --- | --- | --- | --- | --- | --- | --- | --- | --- | --- | --- | --- | ------ | -------- |
| 1994 | Scuderia Ferrari | 412 T1  | Ferrari Tipo 041 Ferrari Tipo 043 V12 | G     |                | BRA | PAC | SMR | MON | ESP | CAN | FRA | GBR | GER | HUN | BEL | ITA | POR | EUR | JPN | AUS | 71     | 3.       |
| 1994 | Scuderia Ferrari | 412 T1  | Ferrari Tipo 041 Ferrari Tipo 043 V12 | G     | Jean Alesi     | 3   |     |     | 5   | 4   | 3   | KI  | 2   | KI  | KI  | KI  | KI  | KI  | 10  | 3   | 6   | 71     | 3.       |
| 1994 | Scuderia Ferrari | 412 T1  | Ferrari Tipo 041 Ferrari Tipo 043 V12 | G     | Nicola Larini  |     | KI  | 2   |     |     |     |     |     |     |     |     |     |     |     |     |     | 71     | 3.       |
| 1994 | Scuderia Ferrari | 412 T1  | Ferrari Tipo 041 Ferrari Tipo 043 V12 | G     | Gerhard Berger | KI  | 2   | KI  | 3   | KI  | 4   | 3   | KI  | 1   | 12  | KI  | 2   | KI  | 5   | KI  | 2   | 71     | 3.       |

## Fordítás
Ez a szócikk részben vagy egészben  a   Ferrari 412 T1 című német Wikipédia-szócikk ezen változatának fordításán alapul.  Az eredeti cikk szerkesztőit annak laptörténete sorolja fel. Ez a jelzés csupán a megfogalmazás eredetét és a szerzői jogokat jelzi, nem szolgál a cikkben szereplő információk forrásmegjelöléseként.